# La Digue
La Digue er en fransk stumfilm fra 1911 af Abel Gance.

## Medvirkende
- Robert Lévy
- Paulette Noizeux
- Pierre Renoir
- Jean Toulout